# Lynne Overman
Lynne Overman (Maryville, 19 settembre 1887 – Santa Monica, 19 febbraio 1943) è stato un attore statunitense.

## Filmografia
- The Perfect Crime, regia di Bert Glennon (1928)
- Five Minutes from the Station, regia di Arthur Hurley (1930)
- La sedia elettrica (Midnight), regia di Chester Erskine (1934)
- Little Miss Marker, regia di Alexander Hall (1934)
- Il commediante (The Great Flirtation), regia di Ralph Murphy (1934)
- She Loves Me Not, regia di Elliott Nugent (1934)
- You Belong to Me, regia di Alfred L. Werker (1934)
- Strettamente confidenziale (Broadway Bill), regia di Frank Capra (1934)
- Vissi d'arte (Enter Madame), regia di Elliott Nugent (1935)
- Rumba, regia di Marion Gering (1935)
- Una notte al castello (Paris in Spring), regia di Lewis Milestone (1935)
- Men Without Names, regia di Ralph Murphy (1935)
- Two for Tonight, regia di Frank Tuttle (1935)
- Collegiate, regia di Ralph Murphy (1936)
- Poppy, regia di A. Edward Sutherland (1936)
- Bionda avventuriera (Yours for the Asking), regia di Alexander Hall (1936)
- Three Married Men, regia di Edward Buzzell (1936)
- La figlia della jungla (The Jungle Princess), regia di Wilhelm Thiele (1936)
- Don't Tell the Wife, regia di Christy Cabanne (1937)
- Murder Goes to College, regia di Charles Reisner (1937)
- Nobody's Baby, regia di Gus Meins (1937)
- Hotel Haywire, regia di Arthur Archainbaud (1937)
- Wild Money, regia di Louis King (1937)
- Blonde Trouble, regia di George Archainbaud (1937)
- Partners in Crime, regia di Ralph Murphy (1937)
- Non ho ucciso! (Night Club Scandal), regia di Ralph Murphy (1937)
- La moglie bugiarda (True Confession), regia di Wesley Ruggles (1937)
- The Big Broadcast of 1938, regia di Mitchell Leisen (1938)
- Her Jungle Love, regia di George Archainbaud (1938)
- Hunted Men, regia di Louis King (1938)
- Men with Wings, regia di William A. Wellman (1938)
- Il falco del nord (Spawn of the North), regia di Henry Hathaway (1938)
- Sons of the Legion, regia di James P. Hogan (1938)
- Ride a Crooked Mile, regia di Alfred E. Green (1938)
- Persons in Hiding, regia di Louis King (1939)
- La via dei giganti (Union Pacific), regia di Cecil B. DeMille (1939)
- Death of a Champion, regia di Robert Florey (1939)
- Il romanzo di una vita (Edison, the Man), regia di Clarence Brown (1940)
- Tifone sulla Malesia (Typhoon), regia di Louis King (1940)
- Safari, regia di Edward H. Griffith (1940)
- Giubbe rosse (North West Mounted Police), regia di Cecil B. DeMille (1940)
- Magia della musica (The Hard-Boiled Canary), regia di Andrew L. Stone (1941)
- Un pazzo va alla guerra (Caught in the Draft), regia di David Butler (1941)
- Aloma dei mari del sud (Aloma of the South Seas), regia di Alfred Santell (1941)
- New York Town, regia di Charles Vidor (1941)
- Condannatemi se vi riesce! (Roxie Heart), regia di William A. Wellman (1942)
- Vento selvaggio (Reap the Wild Wind), regia di Cecil B. DeMille (1942)
- Presi tra le fiamme (The Forest Rangers), regia di George Marshall (1942)
- Rivalità (Silver Queen), regia di Lloyd Bacon (1942)
- Signorine, non guardate i marinai (Star Spangled Rhythm), regia di George Marshall (1942)
- Dixie, regia di A. Edward Sutherland (1943)
- Il canto del deserto (The Desert Song), regia di Robert Florey (1943)

## Doppiatori italiani
- Amilcare Pettinelli in Giubbe rosse, Vento selvaggio
- Lauro Gazzolo in La via dei giganti